# Handkammer 12,5 cm, 7 × 9

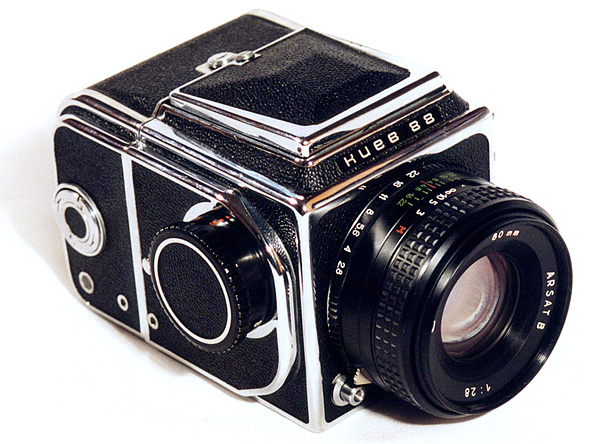
Powojenny aparat Kiev 88 (na ilustracji) produkowany w ZSRR pod marką Kiev pod względem budowy wewnętrznej był klonem aparatu HK 12,5 cm, z czasem wprowadzono w nim jednak znaczne modyfikacje i usprawnienia.

Handkammer 12,5 cm, 7 × 9 (niem. Aparat ręczny 12,5 cm; także GXN) – niemiecki aparat fotograficzny do fotografii lotniczej produkowany w czasie II wojny światowej na potrzeby Luftwaffe przez koncern Fritz Völk. Aparaty wyposażone w obiektyw Xenon 12.5 cm / f2 marki Schneider Göttingen (ISCO) wykorzystywane były w zwiadzie lotniczym.  
Ze względu na zastosowanie w warunkach wojennych, w projekcie aparatu zastosowano nowatorskie rozwiązanie pozwalające na wymianę całej kasety z filmem fotograficznym 80 mm bez jej otwierania; był to pierwszy aparat w historii oferujący taką możliwość. Odbitki z filmu standardowo miały rozmiar 7 × 9 centymetrów. 
W miarę postępu technologicznego ręczne aparaty zastąpiły aparaty wielkoformatowe, głównie serii Rb 30. Aparaty ręczne (głównie GXN oraz Leica IIIC) pozostały w użyciu głównie do celów dokumentacji wykonywanej ad hoc przez załogi samolotów bojowych. 

## Konstrukcje późniejsze
W czasie wojny jeden z egzemplarzy trafił w ręce Szwedzkich Sił Powietrznych, które zleciły Fritzowi Victorowi Hasselbladowi opracowanie na jego podstawie własnej konstrukcji aparatu fotograficznego do zdjęć lotniczych. Po wojnie opracowany przez niego aparat Hasselblad HK7 (Ross HK7) i jego kolejne wersje rozwojowe stały się podstawą długiej serii popularnych aparatów średnioobrazkowych produkowanych przez firmę Hasselblad. 
Po wojnie drezdeńskie zakłady fotograficzne zostały wywiezione do Kijowa jako łup wojenny; w tamtejszej fabryce Arsenał władze ZSRR uruchomiły produkcję aparatów Kiev 88, będących rozwinięciem aparatu GXN.